# Sintermeertencollege

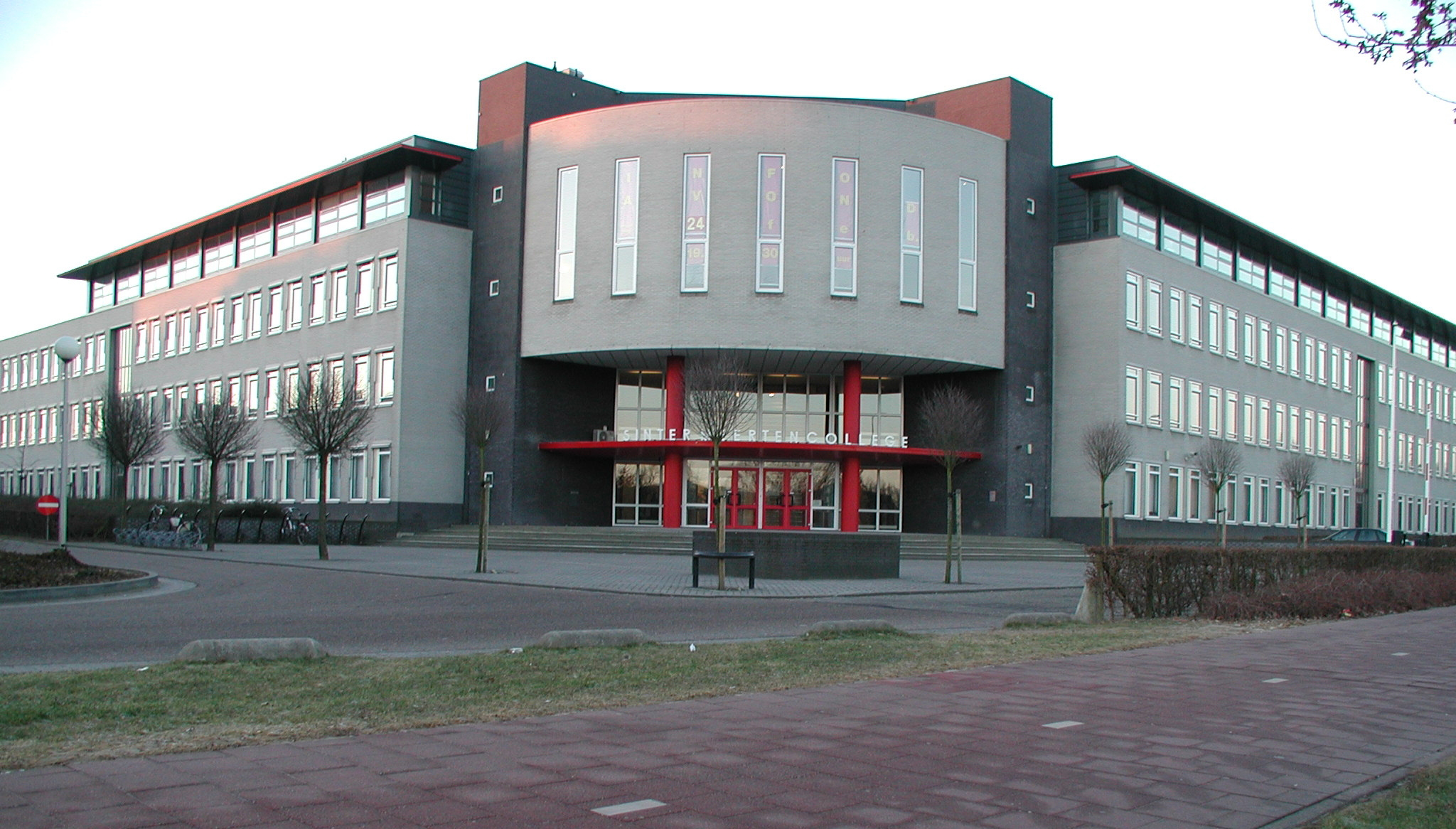
De voorzijde van het Sintermeertencollege

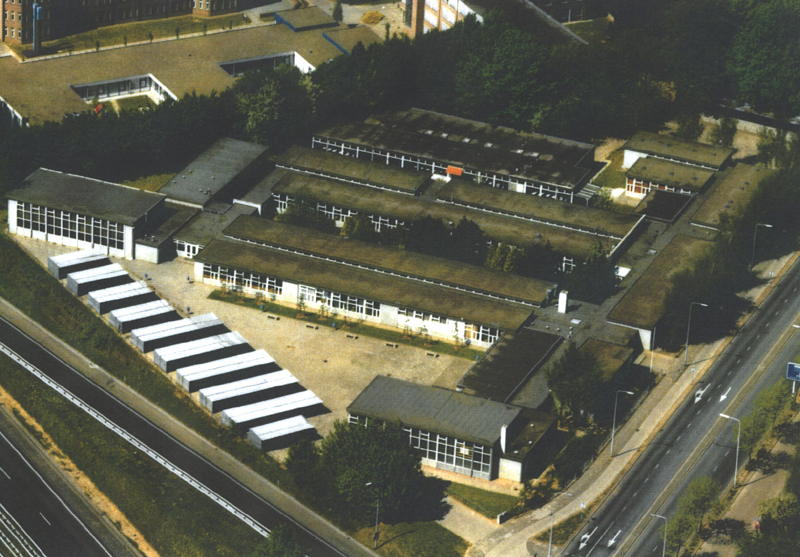
Noodgebouwen Sintermeertencollege

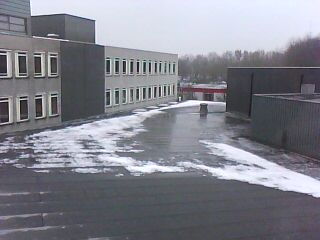
Foto genomen vanuit het Sintermeertencollege

Sintermeertencollege (SMC) is een katholieke scholengemeenschap voor het middelbaar onderwijs in Welten (Heerlen) en Bekkerveld (Heerlen). Het Sintermeertencollege maakt deel uit van de "Stichting Voortgezet Onderwijs|Parkstad Limburg (SVO|PL)". Het is een school voor mavo, havo en vwo (gymnasium en atheneum). Sinds augustus 2012 biedt het Sintermeertencollege TTO in de Engelse taal aan. In 2016 verkreeg het Sintermeertencollege het TTO Junior School Certificate van EP-Nuffic.
Locatie Welten is het Sintermeertencollege en locatie Bekkerveld is de Nieuwe Thermen

## Geschiedenis
Het Sintermeertencollege is opgericht in 1967 als dependance in Heerlen West van het Bernardinuscollege. De school is gestart in een aantal noodgebouwen aan de John F. Kennedylaan in Welten. Op 1 januari 1971 werd het Sintermeertencollege een zelfstandige scholengemeenschap atheneum-havo onder het bestuur van de Onderwijsstichting Sint Bernardinus (nu: SVO|PL) in Heerlen.
Eind jaren '80 werd de scholengemeenschap uitgebreid met de Clara-mavo. Aanvankelijk bleef de locatie Diepenbrockstraat nog in gebruik.
Op 1 januari 1990 fuseerden het Sintermeertencollege en het Coriovallum College met elkaar. Een afdeling gymnasium werd daardoor aan de school toegevoegd.
Voor de noodgebouwen aan de John F. Kennedylaan was de school te klein geworden.
Aan de Valkenburgerweg werd een nieuw modern schoolgebouw gebouwd, dat op 8 oktober 1993 in gebruik genomen werd. De Open Universiteit nam bezit van de locatie John F. Kennedylaan.
Door de snelle groei van de school was het nieuwe schoolgebouw na een zestal jaren alweer te klein. Boven op de bestaande twee verdiepingen werd in 2000 een derde verdieping gebouwd.
In 2012 startte het Sintermeertencollege met TTO in de Engelse taal op de afdeling gymnasium en atheneum. In 2015 werd het aanbod uitgebreid met Tweetalig onderwijs op havo. In 2019 ook voor de afdeling mavo.
Sinds 1 augustus 2018 valt de school Nieuwe Thermen, een school voor vmbo-t en havo in Heerlen ook onder het Sintermeertencollege. De rector, van het Sintermeertencollege heeft ook de leiding over de Nieuwe Thermen.

## Naamgeving
De school is vernoemd naar Sint Maarten. Dit is in lijn met de, in Welten staande, kerk H. Martinus en de basisschool St. Martinus.